# Museo de Maquetas de Arte Románico
El Museo de Maquetas de Arte Románico fue creado por la asociación “Unió Pro-Turisme” de Las Escaldas-Engordany. 
Situado en el centro de dicha población andorrana permite contemplar un conjunto de treinta miniaturas a escala de las iglesias románicas más importantes del Principado.
La mayor parte de las obras fueron realizadas por el artista Josep Colomé, pintor y maquetista nacido en Tarrasa (Barcelona, España) y fallecido el 8 de enero de 1995. Desde entonces es su hijo Josep el que continúa la obra de su padre.
Los materiales empleados para la realización de las maquetas son principalmente la madera y la piedra, extraídas del mismo lugar en donde se encuentra el monumento original que se desea reproducir, lo que dota a las representaciones de un tono más realista y aproximado.
- Datos: Q6034090